# Basketbalový klub Pardubice
Il B.K. Pardubice è una società cestistica, avente sede a Pardubice, nella Repubblica Ceca. Fondata nel 1956, gioca nel campionato ceco.

## Palmarès
- Campionato cecoslovacco: 1

1983-84
- Coppa della Repubblica Ceca: 2

1994, 2016
- Alpe Adria Cup: 1

2019-2020

## Cestisti
- Dominez Burnett 2016-2018